# داني غلوفر (لاعب كرة قدم)
داني غلوفر (بالإنجليزية: Danny Glover) (24 أكتوبر 1989 في المملكة المتحدة - ) هو لاعب كرة قدم بريطاني في مركز الهجوم. لعب مع بورت فايل وستوكبورت كونتي ونادي روتشديل ونادي هدنسفورد تاون وستافورد رينجرز وتيلفورد يونايتد ونونيتون بورو ‏ ونادي ووستر سيتي ونادي سالزبري سيتي وإف سي هاليفاكس تاون ونادي برادفورد بارك أفنيو.

## وصلات خارجية
- داني غلوفر على موقع قاعدة بيانات كرة القدم.إي يو (الإنجليزية)
- داني غلوفر على موقع Soccerbase.com (لاعب) (الإنجليزية)
- داني غلوفر على موقع Soccerway.com (الإنجليزية)